# Aeroporto de Sydney
Aeroporto Internacional de Sydney (ou Aeroporto Internacional Kingsford Smith, IATA: SYD,) é um aeroporto internacional localizado no bairro de Mascot, na periferia da cidade de Sydney, a maior cidade da Austrália, a cerca de8 km (5 milhas) ao sul do centro da cidade. É o 3º aeroporto  mais movimentado do Hemisfério Sul, atrás, apenas, do Aeroporto Internacional de Bangkok, na Tailândia e do Aeroporto Internacional de São Paulo/Guarulhos, no Brasil.
Atualmente serve 46 destinos domésticos e 43 internacionais em voos diretos a partir de Sydney.
Em 2016 recebeu 41,8 milhões de passageiros, e espera-se para o ano de 2020 um total de 68 milhões de passageiros.
O Aeroporto Internacional de Sydney é o principal "hub" da companhia aérea australiana Qantas.
O nome atual do aeroporto é de 1953, dado em homenagem a Sir Charles Kingsford Smith, um aviador australiano pioneiro.

## Terminais
O Aeroporto de Sydney tem três terminais de passageiros. O terminal Internacional é separado dos outros dois por uma pista, por esse motivo, passageiros em conexão precisam dispor de um longo tempo para o transfer. O Aeroporto de Sydney exige tempos mínimo de conexão:
- De voo doméstico para voo doméstico:  30 minutos
- De voo doméstico para voo internacional: 1 hora
- De voo internacional para voo doméstico:  1 hora e 15 minutos
- De voo internacional para voo internacional:1 hora

O aeroporto fornece serviço de shuttle entre os terminais pelo valor de A$5.50 (5,50 dólares australianos - cerca de R$ 12,00 pelo câmbio de 1 de dezembro de 2014).

### Terminal 1
É conhecido como o Terminal Internacional, localizado no setor noroeste do aeroporto, e possui 25 portões de embarque (treze no saguão B numerados de 8 a 37, e 12 no saguão C, numerados de 50 a 63). Possui ainda baias de acesso remoto, apenas raramente utilizadas. Tem um deck panorâmico no terraço. Abriga seis lounges de companhias aéreas: dois da Qantas, e uma para cada das seguintes: Etihad Airways, Air New Zealand, Singapore Airlines e da Emirates.

### Terminal 2
Localizado no setor nordeste do aeroporto, possuindo 16 portões de embarque e diversas áreas de embarque remoto. Serve as companhias Virgin Australia, Virgin Australia Regional Airlines, Jetstar, Tigerair Australia, Regional Express Airlines e Skytrans Airlines.

### Terminal 3
Opera os vôs domésticos da Qantas, que se mudaram do Terminal 2 em agosto de 2013. Assim como o Terminal 2, localiza-se também na seção nordeste do aeroporto.

### Outros terminais
O aeroporto possui na verdade um quarto terminal, que costumava operar voos doméstivos low cost, mas que atualmente tem apenas funções administrativas.

## Transporte
O aeroporto é acessível a partir da linha de trem subterrânea Airport Line (City to Macarthur via Turella), que o conecta ao centro da cidade. A estação de trem Internacional está localizada abaixo do terminal internacional (Terminal 1), enquanto a estação de trem doméstica está localizada abaixo do estacionamento de carros entre os terminais domésticos (Terminais 2 e 3).
Os que trens que servem o aeroporto são trens regulares da linha suburbana. Ao contrário de trens de outros aeroporto, estes não dispõem de adaptações destinadas aos passageiros com malas, não operam trajetos expressos para o aeroporto e podem estar com todos os assentos já ocupados por passageiros/moradores antes que o trem chegue ao aeroporto.
Além disso, embora estes trens façam parte da rede urbana de trens, eles são administrados pelo consórcio Airport Link, que cobra um custo adicional para o seu uso.